# Le Héros d'Iwo-Jima
Pour plus de détails, voir Fiche technique et Distribution.
Le Héros d'Iwo-Jima (The Outsider) est un film américain réalisé par Delbert Mann, sorti en 1961.

## Fiche technique
- Titre original : The Outsider
- Titre français : Le Héros d'Iwo-Jima
- Réalisation : Delbert Mann
- Scénario : Stewart Stern d'après The Hero of Iwo Jima de William Bradford Huie (en)
- Photographie : Joseph LaShelle
- Montage : Marjorie Fowler
- Musique : Leonard Rosenman
- Pays d'origine : États-Unis
- Format : Noir et blanc - 1,66:1
- Genre : biographie, guerre
- Durée : 108 minutes
- Date de sortie : 1961

## Distribution
- Tony Curtis : Ira Hayes
- James Franciscus : James Sorenson
- Gregory Walcott : Sergent Kiley
- Bruce Bennett : Général Bridges
- Vivian Nathan : Nancy Hayes
- Paul Comi : Sergent Boyle
- Stanley Adams : Noomie
- Ralph Moody : Oncle